# Nagorzyce
Nagorzyce – wieś w Polsce, położona w województwie świętokrzyskim, w powiecie ostrowieckim, w gminie Waśniów.
W latach 1975–1998 przysiółek administracyjnie należał do województwa kieleckiego.
Przed 2023 r. miejscowość była przysiółkiem wsi Roztylice.
W Nagorzycach znajduje się kościół pw. Matki Bożej Matki Kościoła i Świętego Stanisława Kostki wzniesiony w latach 1977–1981 oraz Sala Królestwa miejscowego zboru Świadków Jehowy.

## Położenie
Wieś położona jest u stóp Pasma Jeleniowskiego Gór Świętokrzyskich. Przez miejscowość przepływa rzeczka Dobruchna, prawy dopływ Pokrzywianki.

## Historia
W średniowieczu według Długosza, Liber beneficiorum II,474, wieś była własnością Nagórskiego herbu Ostoja. W drugiej połowie XIX wieku, jak podaje Słownik geograficzny Królestwa Polskiego z roku 1885, wieś Nagorzyce przestała istnieć, pozostał tylko folwark Nagorzyce w roku 1870 oddzielony od dóbr Witosławice.
Do 2005 r. funkcjonowała tu publiczna szkoła podstawowa.

## Zabytki
- Murowany dwór z drugiej połowy XIX w. Został wzniesiony na planie prostokąta. Pod dwuspadowym dachem znajdują się ryzality, podkreślone na narożach budynku pilastrami. Po II wojnie światowej w budynku funkcjonowała szkoła podstawowa.
- Przydworski park krajobrazowy o powierzchni 0,5 ha. Założenie parkowe zostało częściowo zatarte w wyniku budowy szkolnego boiska. Park od południa zamknięty był systemem stawów oraz zakolem Dobruchny.